# بطولة باوليستا 1970
بطولة باوليستا 1970 هو موسم من بطولة باوليستا. أشرف على تنظيمه اتحاد باوليستا لكرة القدم ‏، وكان عدد الأندية المشاركة فيه 16، وفاز فيه نادي ساو باولو.